# Lauradorp

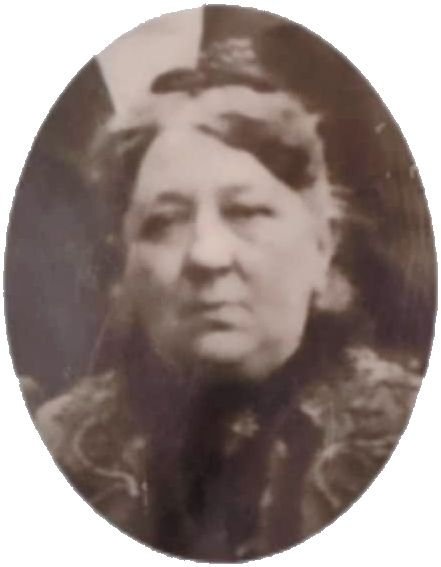
Laura Wackers-Schümmer, naamgeefster van de wijk

Lauradorp (Limburgs: Lauradörp) is een woonkern in het noordoostelijke deel van de gemeente Landgraaf, in de Nederlandse provincie Limburg. Het dorp werd tegen het oude agrarische dorp Waubach aan gebouwd, vandaar dat Lauradorp ook vaak Waubach werd en wordt genoemd. Lauradorpers spreken het Waubachs dialect. De buurt Lauradorp telde 3.005 inwoners in 2023 (CBS: Statistieken buurt Lauradorp).

## Het ontstaan en de naam van Lauradorp
Van Lauradorp is sprake sinds ca. 1925. Het begint allemaal met de winning van steenkool te Eygelshoven. In 1899 werd te Brussel de Société des Charbonnages Réunis Laura et Vereeniging s.a. opgericht. De nieuwe onderneming, met als eerste president de Belgische militair en ondernemer Albert Thys, ging in het Nederlandse Eygelshoven de mijn Laura exploiteren. De naam Laura was ontleend aan de echtgenote van de Duitser Anton Wackers, een van de eerste concessiehouders. Na Wereldoorlog I (1914-1918) nam de vraag naar steenkool enorm toe. Daardoor kon Laura & Vereeniging in 1921 een tweede mijnzetel in aanbouw nemen, eveneens in Eygelshoven. Deze mijn werd naar de vrouw van Albert Thys genoemd: Julia.

## Het nieuwe dorp
Voor het personeel van de nieuwe mijn moest huisvesting gecreëerd worden. Laura & Vereeniging (L&V) pakte dat grootscheeps aan. In de naburige gemeente Ubach over Worms, tussen het dorp Waubach en de buurtschap Groenstraat in, werd een compleet nieuw dorp gebouwd: het dorp van Laura & Vereeniging, Lauradorp dus.
In 1925 kwam de bouw goed op gang. Maar rond 1931, toen pas de helft van de geplande 1000 woningen was opgeleverd, stagneerden de bouwactiviteiten. De wereldwijde economische crisis deed de vraag naar steenkool sterk afnemen. L&V kon geen geld meer steken in de verdere bouw van haar dorp. Bovendien was dat voorlopig ook niet nodig, want veel mijnwerkers, vooreerst de buitenlanders, kregen ontslag. Zij moesten elders werk zoeken, als gevolg waarvan er tussen 1931 en 1937 sprake was van grote woningleegstand.
In 1933 begon de bouw van de H.H.Theresia- en Don Boscokerk, die in 1934 werd ingewijd. Pas na 1945 kon Lauradorp worden afgebouwd. Er kwamen een kleine 500 woningen bij en nu konden ook de eerder geplande winkelpanden worden gebouwd (aan het kerkplein). Met de bouw, in 1956, van een Gemeenschapshuis rondde L&V het project Lauradorp af.

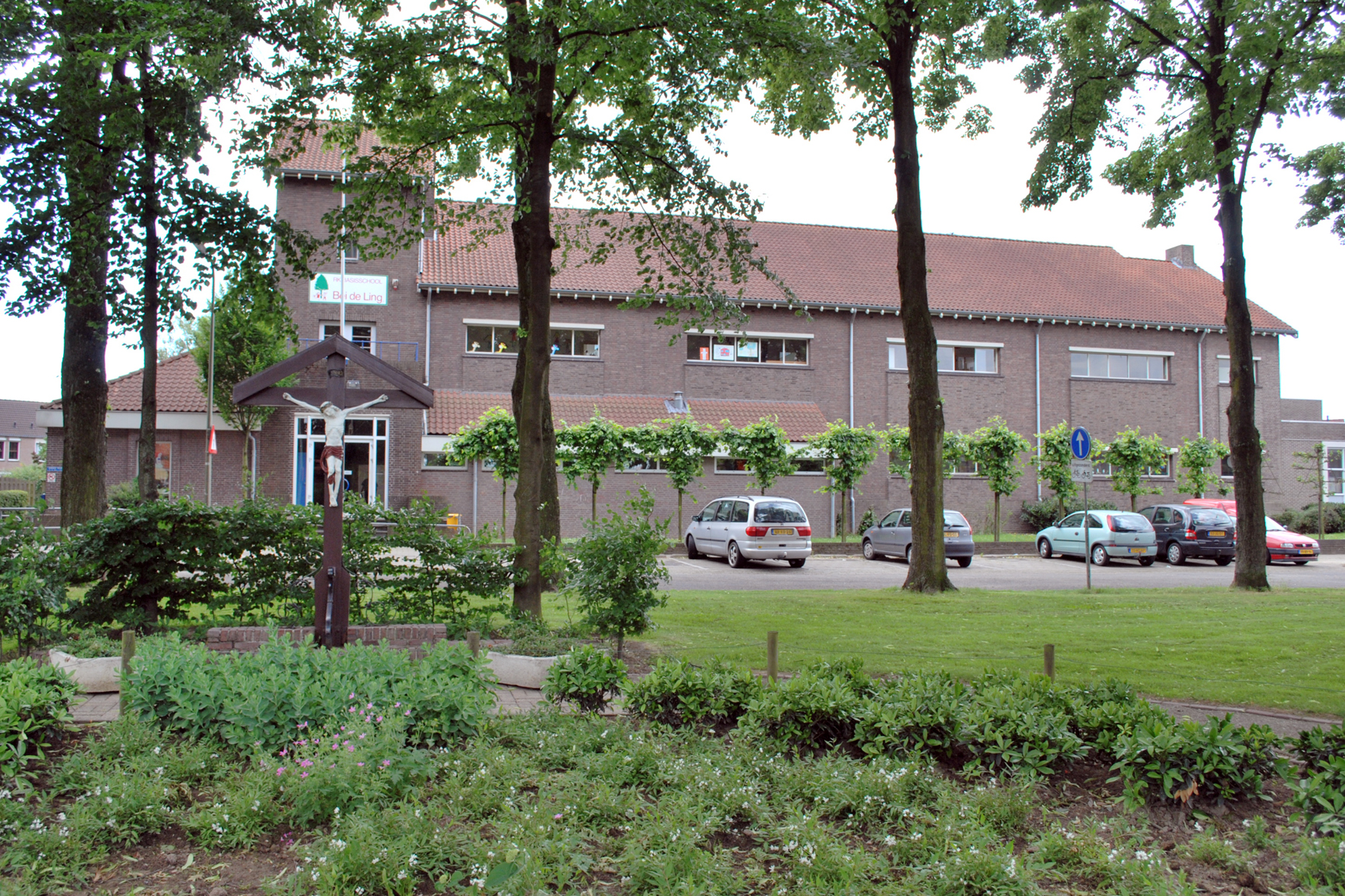
Basisschool Bei De Ling Lauradorp

## Buitenlanders
Van heinde en verre, uit heel Nederland, maar ook uit het buitenland, kwamen werkzoekenden op de werkgelegenheid bij de mijnen af. In 1924, zo meldt Dr. Remigius Dieteren, bestond negen procent van de lagere schoolbevolking in het mijngebied uit buitenlandse kinderen en in 1932 was dat ruim vijftien procent. Onder deze kinderen bevonden zich veel Duitsers, grote groepen Polen, Joegoslaven en Tsjechoslowaken, Belgen, Oostenrijkers, Hongaren, Italianen en kleinere aantallen Fransen, Engelsen, Amerikanen, Roemenen, Zwitsers, Russen, Letten, Luxemburgers en kinderen zonder nationaliteit. In ongeveer 30 scholen vormden de buitenlandse kinderen meer dan 25 % van de schoolbevolking, in sommige meer dan 40 %. “Het hoogste cijfer”, aldus Dieteren, “behaalden de scholen van het Lauradorp te Waubach met ongeveer vijftig procent”.

## Stichting Thuis Best
De mijndirecties lieten de bouw, en vervolgens ook het beheer en de verhuur, van de mijnwerkerswoningen veelal over aan de Stichting Thuis Best. Deze woningcorporatie was in 1925 opgericht door dr. Henricus Andreas Poels, aalmoezenier van Sociale Werken in het bisdom Roermond, en mr. dr. W.F. Frowein, directeur-voorzitter van Staatsmijnen in Limburg. Het doel was het creëren van gezonde en betaalbare huisvesting voor het personeel van de mijnen. In de jaren zestig van de twintigste eeuw, toen de mijnindustrie een aflopende zaak was geworden, begon Thuis Best haar woningen aan de bewoners te verkopen. Eind 1968 werd de Stichting ontbonden.

## Woningbouw Lauradorp 1922-1950

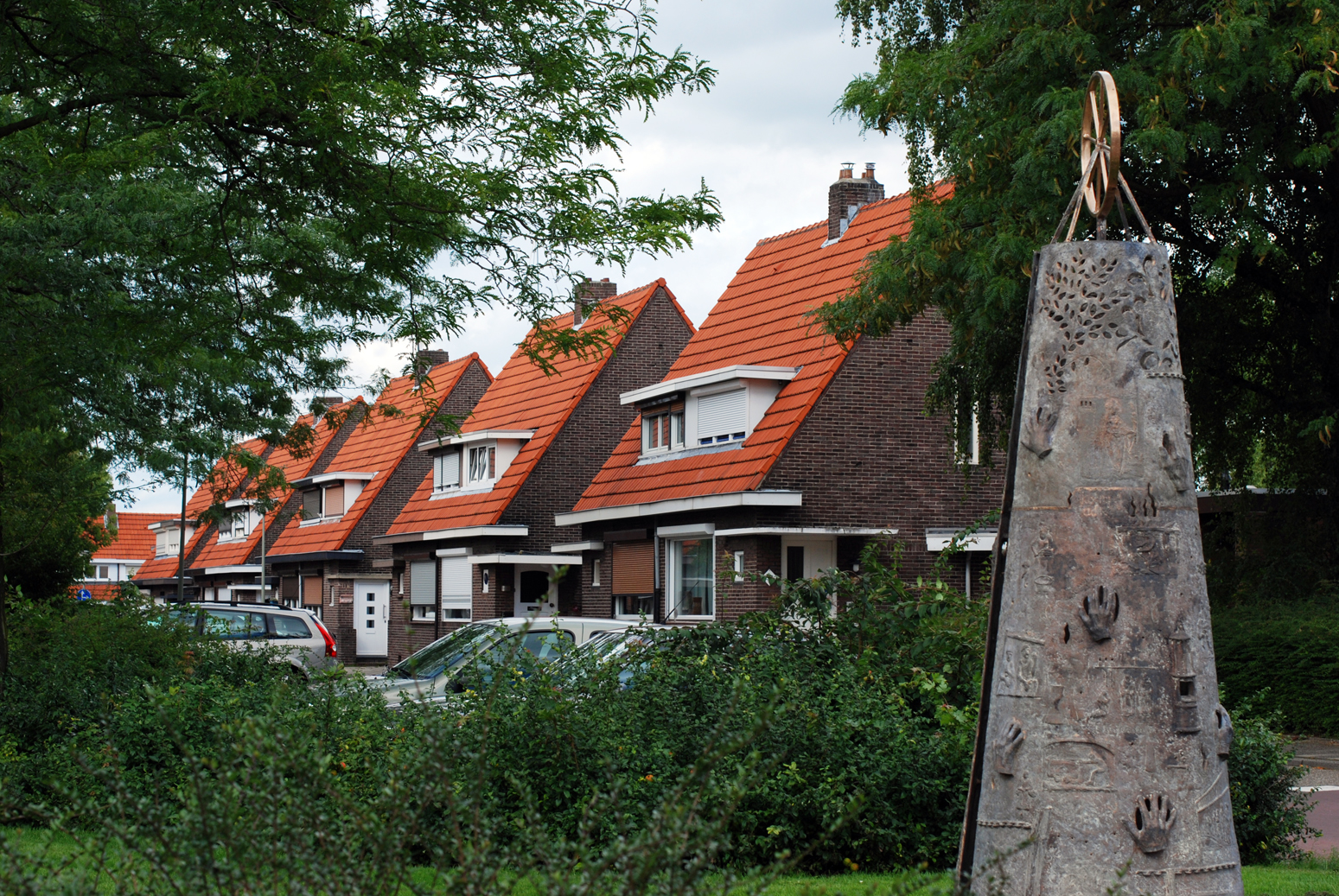
Olmenstraat met monument

| periode   | aantal woningen | straten/groepen                                    | opdrachtgever               | architect                 | aannemer                     |
| --------- | --------------- | -------------------------------------------------- | --------------------------- | ------------------------- | ---------------------------- |
| 1922      | 28              | Nieuwenhagerheidestraat, Vogelzankweg en Hekeleweg | Woningver. Ubach over Worms | Jan Stuyt                 | W. Kwak, Geleen              |
| 1924      | ca. 22          | Nieuwenhagerheidestraat (noordzijde)               | Laura & Vereeniging         | onbekend                  | onbekend                     |
| 1925      | 24              | Vogelzankweg, Kantstraat en Hekeleweg              | Laura & Vereeniging         | Anton Bartels             | M.J. Beckers, Ubach o. Worms |
| 1926-1927 | 94 (52+42)      | Laura II en Laura IV                               | Thuis Best                  | F.W. de Rooij             | Gebr. Schreurs, Elsloo       |
| 1927-1931 | 328             | Laura V en Laura VI                                | Thuis Best                  | Jan Drummen               | Pernot&Savelkoul, Lutterade  |
| 1945-1950 | ca.500          | Laura VII en Laura VIII                            | Thuis Best                  | Jan Beersma en J. Kaijser | WILMA, Weert en fa. Houtvast |

## Beschermd dorpsgezicht
De Amsterdammer Willem Schweitzer was de tweede directeur van L&V. Hij wilde een mooi dorp. Zijn personeel moest zich er thuis voelen en gezond wonen. Drie architecten, te weten Frits Peutz en Anton Bartels uit Heerlen en Jan Drummen uit Brunssum, kregen het verzoek een ontwerp voor een tuindorp in te dienen. Eisen waren: brede straten en grote pleinen, veel groen, grote tuinen en alle nodige voorzieningen, zoals scholen, kerk met patronaat en klooster, een huishoudschool voor de meisjes, bioscoop, consultatiebureau en winkels. Het ontwerp van architect Jan Drummen won het. In 2008 kreeg Lauradorp de eretitel van Beschermd Dorpsgezicht.

## Monument Lauradorp
Een monument vertelt het verhaal van Lauradorp. Het gaat om een bronzen zuil, die doet denken aan de steenbergen uit de hoogtijdagen van de mijnindustrie, maar ook aan de schoorstenen en koeltorens die uit het landschap omhoog rezen. De buitenzijde is bedekt met reliëfs die vertellen over allerlei aspecten van het leven in Lauradorp uit die tijd. Van een aantal Lauradorpers die direct of indirect te maken hebben gehad met het mijnverleden, is de hand afgegoten. Deze handen staan symbool voor alle mensen die de gemeenschap Lauradorp opgebouwd hebben.
Het monument werd onthuld op 2 mei 2010 en staat op het plantsoen aan de kruising Esdoornstraat/Olmenstraat; het is een creatie van beeldend kunstenaar Marianne van der Bolt.